# Philopota limosa
Philopota limosa är en tvåvingeart som beskrevs av Walker 1857. Philopota limosa ingår i släktet Philopota och familjen kulflugor. Inga underarter finns listade i Catalogue of Life.